# Vi på Broadway
Vi på Broadway (engelska: Babes on Broadway) är en amerikansk musikalfilm från 1941 i regi av Busby Berkeley, med Vincente Minnelli som regissör för Garlands solonummer. I huvudrollerna ses Mickey Rooney och Judy Garland. Filmen var en uppföljare till Vi charmörer (Babes in Arms, 1939) och Vi jazzkungar (Strike Up the Band, 1940) samt följdes av Vi i vilda västern (Girl Crazy, 1943). 

## Rollista i urval
- Mickey Rooney - Tommy Williams
- Judy Garland - Penny Morris
- Fay Bainter - Miss "Jonesy" Jones
- Virginia Weidler - Barbara Josephine "Jo" Conway
- Ray McDonald - Ray Lambert
- Richard Quine - Morton "Hammy" Hammond
- Donald Meek - Mr. Stone
- Alexander Woollcott - sig själv
- Luis Alberni - Nick
- James Gleason - Thornton Reed
- Emma Dunn - Mrs. Williams
- Anne Rooney - Jenny
- Ava Gardner - Pitt-Astor Girl
- Emory Parnell - kommissarie Moriarity
- Will Lee - Shorty the waiter
- Donna Reed - sekreterare
- Margaret O'Brien - flicka på audition

## Musik i filmen i urval
- "Babes on Broadway", musik av Burton Lane, text av E.Y. Harburg, framförd av Judy Garland och Mickey Rooney
- "Mary's a Grand Old Name" (1905), text och musik av George M. Cohan, framförd av Judy Garland imiterande Fay Templeton
- "She Is Ma Daisy" (1905), musik av Harry Lauder, text av Harry Lauder och J.D. Harper, framförd av Mickey Rooney imiterande Harry Lauder
- "I've Got Rings on My Fingers"(1909), musik av Maurice Scott, text av Fred J. Barnes och R.P. Weston, framförd av Judy Garland imiterande Blanche Ring
- "Marseljäsen" (1792), musik av Claude Joseph Rouget de Lisle, spelas i bakgrunden då Judy Garland imiterar Sarah Bernhardt
- "The Yankee Doodle Boy" (1904), text och musik av George M. Cohan, framförd av Mickey Rooney imiterande George M. Cohan
- "Mamãe Eu Quero", skriven av Jararaca och Vicente Paiva, framförd av Mickey Rooney imiterande Carmen Miranda
- Minstrelshow-sekvens:
  - "Blackout Over Broadway", Judy Garland, Mickey Rooney, Ray McDonald, Virginia Weidler, Richard Quine och Anne Rooney
  - "By the Light of the Silvery Moon", Ray McDonald
  - "Franklin D. Roosevelt Jones", Judy Garland
  - "Old Folks at Home", Eddie Peabody på banjo, dubbar Mickey Rooney
  - "Alabamy Bound", Eddie Peabody på banjo, dubbar Mickey Rooney
  - "Waiting for the Robert E. Lee", Judy Garland, Mickey Rooney, Virginia Weidler, Anne Rooney och Richard Quine